# 小便器

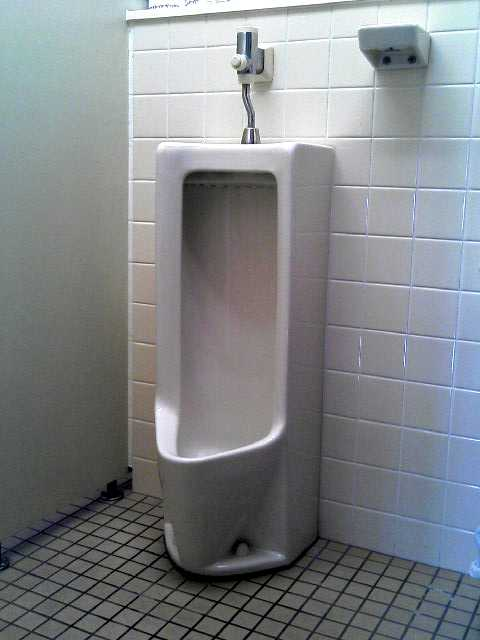
床置（ストール）、トラップ脱着型フラッシュバルブ式小便器 TOTO U307C。

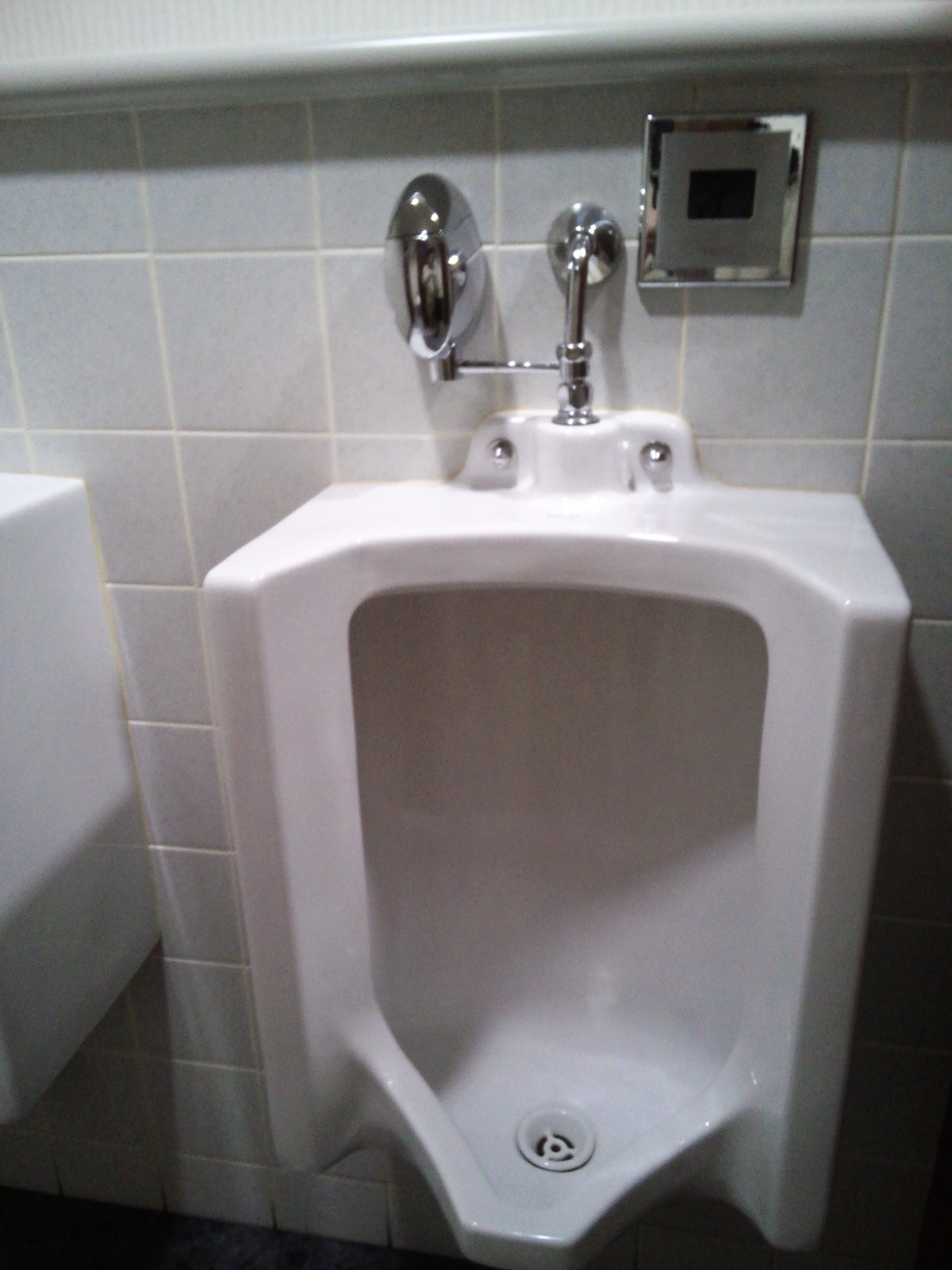
人感センサ式フラッシュバルブで給水される壁掛け型小便器TOTO U370。

小便器（しょうべんき）は、男性の排尿に特化した便器であり、使用後は自動または手動のフラッシュバルブで洗浄して排水する。
日本にある近代的な陶器製の小便器は、主に男性用で、座らずに小便の用を足す形になっている製品がほとんどである。
小便器が設置されている部分は仕切りで区切っていない場合が多く、同じ広さの空間でも設置台数を多くすることができる。
近年では排泄後に自動的に洗浄水が流れる赤外線センサー付きの便器が増えている他、マイクロ波により感知する製品も登場しており、この場合センサーの小窓が付いていないすっきりとした小便器となっている。
女性用トイレでも母親と共に訪れた幼い男児向けに小便器が設置されているトイレもある。
和式便器が主流だった頃は、男性の小用に和式便器が使いにくいので、一般家庭でも小便器を設置する事が多かったが、洋式便器の普及に伴い、公衆トイレや公共のトイレ以外で見かける事が少なくなってきた。

## 種類

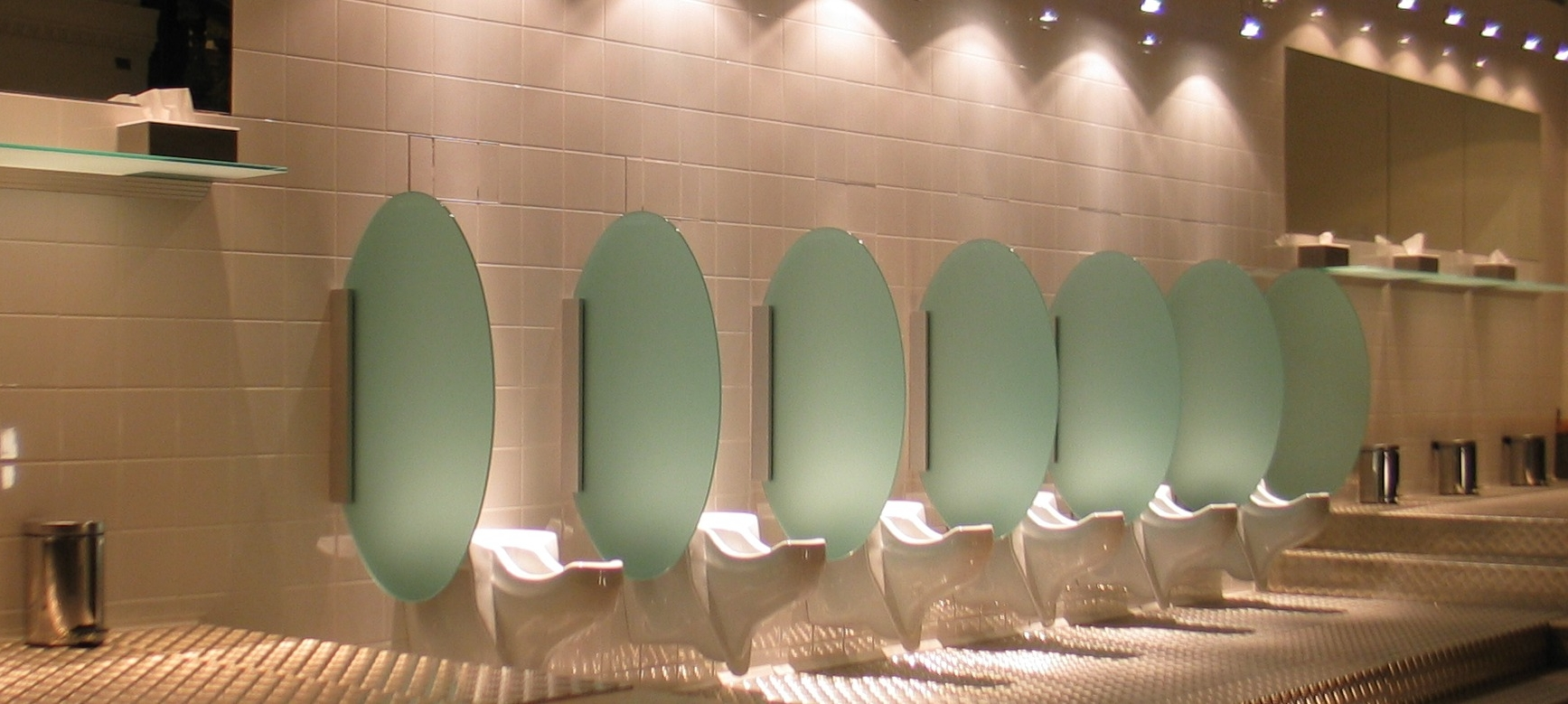
女性用小便器の一例

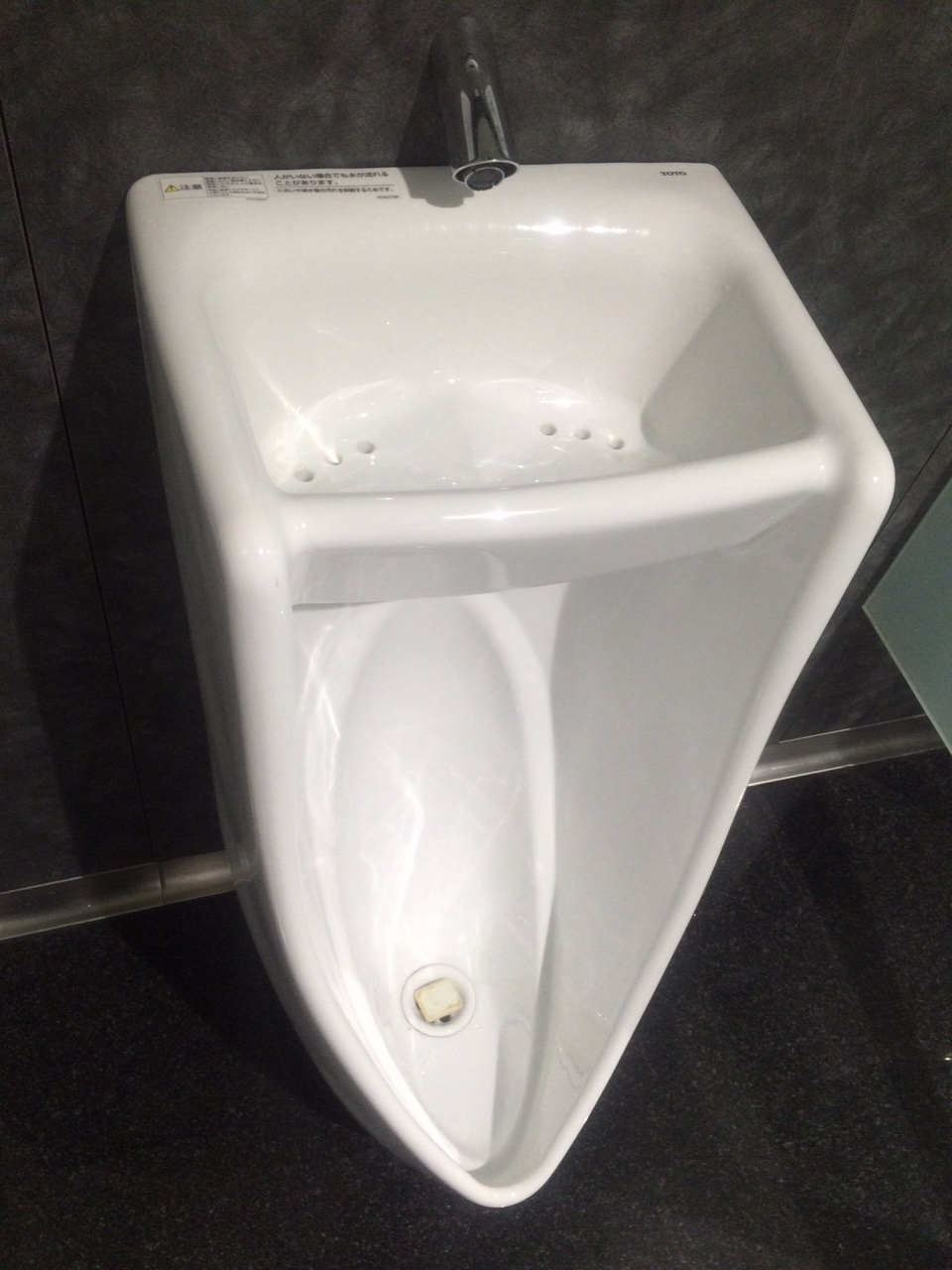
手洗い付小便器

床置（ストール）型小便器
縦長の床置型小便器で、大型、中型、小型に分類される、公衆便所に並んで設置される場合、ささやかな仕切り板が付けられることがある。以前の水洗便所用の製品ではトラップがなく、別に地中に埋め込まれた鉛管のトラップと組み合わせて設置される方式であったが、現在の製品は大方が施工が容易な便器作り付けのトラップであり、尿石付着時の清掃を容易にするためにトラップが脱着式になった製品がほとんどである。また、トラップがない製品は汲み取り便所（簡易水洗式便所も含む）で使用される場合もある。
壁掛け型小便器
戦前からあり、俗に朝顔と呼ばれる楕円形の普及品であったが、最近は大型、中型の様々な形状の製品が存在する。成人男性の股間の高さに設置されていることが多く、このタイプは子供には使いにくい。このため、低めの高さに設置されたり、踏み台を設けたり、床置型小便器と併設されたりすることもある。
低リップ型小便器
壁掛け型と床置型の折衷型の小便器。壁掛け型ながら床置型同様の縦長で、子供から大人まで楽に使える形状。床清掃も容易で、最近新設・改修される小便器の主力になっている。
筒型小便器
竹筒のような形状の便器。和風の飲食店のトイレで使われることが多く、はね返りと臭気防止のために氷を投入してある（尿素のアンモニアへの酸化分解による臭気発生を、低温にすることで防ぐ）場合もある。
省スペース型小便器
一般住宅でも取り付けが可能な細身のデザインとなっている。TOTOでは「スリムU」の愛称がある。2005年6月に生産が終了され、現在では発売されていない。
女性用小便器（サニスタンド）
アメリカで1930年代に当時は高級品のナイロンストッキングが普及した際、腰掛式では座った際に伝線などのおそれがあったが、中腰ならそれを防げるとして発売された女性の立ち小便用の便器。日本では1951年に東洋陶器（現在のTOTO）が製造・販売を開始したが、まだ和服が多く、女性が座らず小用をするとは奇妙な製品だと一般に受け取られたために普及せず、伊奈製陶（INAXを経て、現在のLIXIL）などのライバル（同業他社）も追随して製造・販売しなかったこともあいまってか、1971年に製造中止となった。なお、1964年東京オリンピックの際には、女子選手用として国立霞ヶ丘競技場陸上競技場内に設置された。
手洗い付小便器
西日本高速道路とTOTOの共同開発品。低リップストール型小便器の天板の底が6つの穴を持つ手洗い器になっており、蛇口に手をかざすと水が出て、手を洗った水が下の便器まで洗うようになっている。壁には赤外線センサーがあり、離れると洗浄水が便器を流れるという通常の機能に加え、手洗いに使った分だけ便器に流れる水量が減るようになっている。手洗い水を便器の洗浄に再利用する節水機能が評価され、2013年、第10回エコプロダクツ大賞エコサービス部門の優秀賞を受賞した。
幼児用小便器
床置型小便器を幼児が使いやすいように小型化したもの（通常の床置型を幼児用として設置する場合もある）。幼稚園・保育所及び公共施設で用いられる。近年（百貨店ではかなり前から）、母親と共に訪れた幼い男児向けに、このタイプの小便器が女子トイレや多目的トイレに設置されていることが多い。INAX製のものはミニチュア版床置型小便器といった形だが、TOTO製のものは丸型の独特の形をしている。
壁式小便器
公園などの公衆便所や鉄道駅の構内など小便器の場合、古い施設では混雑時に複数人同時に並んで用が足せるように、個別の便器がなくタイル張りやコンクリートの壁（便器は存在しないが、便宜上「壁式小便器」と呼ばれたりする。壁のみがあり〈仕切板が存在する場合もある〉、その壁に尿が当たって下の溝に流れる形態である）、あるいはFRP製の壁のような便器がある。その場合は人の立つ場所が一段高くなっており、向かい側の溝に流す形で、水洗式の場合でもその壁に水を流す管が付いているだけのトイレが多用されていた。しかし、このタイプは水洗式であっても尿の跳ね返りや尿石からの悪臭に加え、蛆などの衛生害虫が発生しやすいなど、利用者から臭くて不潔な印象としてかなり不評であり、近年では個別に小便器を設置したトイレに改修された場所も多く、急速に減少している。
スカイトイレ
　高層ビル等の工事現場などで、トイレを設置できないような場所に設置したり、災害時に使用する小便器タイプの簡易トイレ。上部が朝顔、下部がポリタンクになっており、溜まった小便をトイレあるいは汚水舛に流す。

## 構造
上部を起点に：上水道管、洗浄用のフラッシュバルブ（センサーやハイタンクによる自動洗浄の場合は水道管のみ）、洗浄水の吐水口、中心部、リム部（排泄時にちょうど尿が当たる部分）、排水口、陶器製のトラップ、配水管、排水管の途中に設けた排水トラップの順番となっている。
一方、壁掛け型小便器は便器本体がボルトやネジで壁に固定されており、便器の下部に排水トラップ部が露出している。

## 大小両用便器（兼用便器）

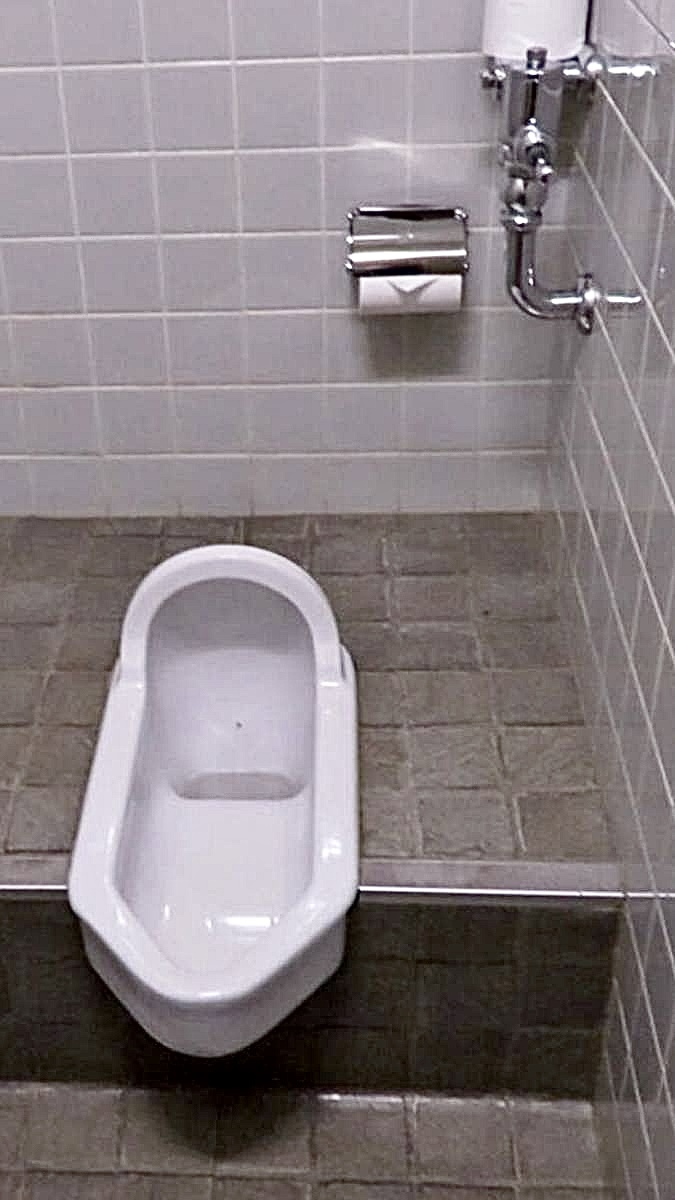
小便器を兼ねる大小両用便器。

和式大便器の一種で、一段（20〜30cmほど）高くした床に設置し、便器後部を段違い部に張り出させて男子の小用を兼ねる両用便器（兼用便器、段差式とも呼ばれる）が存在し、段違い部に張り出した部分は小便器のリップ部と同形状になっている。この大小両用和式便器（兼用便器）は、小便器の設置空間が取り難い日本の住宅環境もあり、一般住居でも広く採用されているほか、小規模な店舗やオフィスのトイレ、コンビニエンスストアのトイレ、ホテルや旅館等宿泊施設の各部屋にある客室のトイレにおいても同様に敷地面積の節約から和式の大小両用便器をひとつだけ供している場合も少なくない。これらの大小両用和式便器（兼用便器）は男性用トイレの他に男女共用トイレの便器としても多く使われる。宿泊施設などにおいては、客室部屋内の個別の男女共用トイレを敬遠する宿泊客の為に各フロアーに男女各々の性別専用のトイレが設置された宿泊施設も多い。大小両用和式便器（兼用便器）の洗浄装置は通常の和式便器と同様に店舗やオフィス、宿泊施設においては、多くが連続使用が可能で省スペースであるフラッシュバルブにより給水されるが、一般住居等のように25A以上の給水管径、給水圧力が0.07MPa以上が確保できず、フラッシュバルブが使用できない場合はボールタップによるタンクを設置して給水する。タンク式の主流を占めるロータンク式では、タンクの上部にはタンクの蓋の代わりに、手洗い器を兼ねている水盆を置き、タンクの給水の一部の水が手洗い部に出て来る仕組みであり、この場合トイレ内に個別に手洗い器を設けることを省略できるために、大小両用和式便器が設置される狭い空間のトイレで多く採用されている。
大小両用和式便器（兼用便器）においても平面床に埋め込んで施工される一般向けの和風便器（和式便器）同様に床上給水式と床下給水式があり、給水方式は施工面や配管の取り廻し、便器との相性の関係で、床上給水式は主にロータンク給水で、床下給水式の場合フラッシュバルブにより給水される。
洋式便器化が普及した近年では和式の大小両用便器に代わって通常の洋式大便器をひとつだけ設置して大小兼用便器として供していることが多くなっている。

## 小便器の洗浄装置
小便器の洗浄は主にフラッシュバルブを接続して給水するが、手動式の場合は押しボタンを押して起動させ、自動式の場合は人感センサが便器付近の壁や便器本体に内蔵されている。
古い公共のトイレではハイタンク式による連立一斉洗浄方式があり、設定されたタイマーにより、電磁バルブでサイホン作用を起こしハイタンク内に貯水された水を、排水して複数の小便器を洗浄する。この方式は利用者が全く居ない時でも洗浄水が流れたり、逆に利用者が集中している時でもタイマーの設定時間が来るまで洗浄水が流れないので悪臭の原因になるなどのデメリットが多い。
またハイタンク式による連立一斉洗浄方式でも自動サイホン式があり、絶えずタンクに少量の水が給水され、タンクの水が満水に達する頃に自動でサイホン作用が働いて排水して連立した複数の小便器に給水する。利用者が居ない時でも、この動作が繰り返されるので、大量に無駄な水を消費してしまう他、タイマー式同様、利用者が集中している時でもタンクの水が満水に達しないと洗浄水が流れないので悪臭の原因になるなどのデメリットが多い。
これを改良したのが人感センサ式自動サイホンでトイレの入口付近に設置された人感センサにより検知した利用者をカウントし、設定された利用者まで検知するとハイタンクに給水が始まり、タンクの水が満水に達する頃にサイホン作用が働いて自動で排水して小便器に給水する。
これらのハイタンク式による連立一斉洗浄方式は、人感センサ式フラッシュバルブが普及するまでは公共のトイレで多く採用されていたが、最近ではトイレの改修などにより徐々に採用が減ってきている。
その他、小便器の洗浄には蛇口と同様の水栓を回して開閉させ水を流す方式も存在するが、この方式も寒冷地など一部を除き採用が減っている。
小便器の衛生面から跳ね返り、尿石の付着を防ぐためにトイレボールと呼ばれる洗浄薬剤を排水口付近に置いたり、衛生面や快適性を重視する施設のトイレでは、水洗式小便器上部の給水管に連結した薬剤供給装置により尿石付着防止薬剤が含まれる消毒薬剤を便器に供給する場合が多い。
ちなみに、一般的な住宅の便所においてフラッシュバルブは、完全な水洗式の大便器の場合は採用例が少ないが、男性用の小便器（簡易水洗便器を含む）の場合は、簡易水洗式の大便器と同様に、一般的な住宅の便所であっても採用される例もある。

## ギャラリー

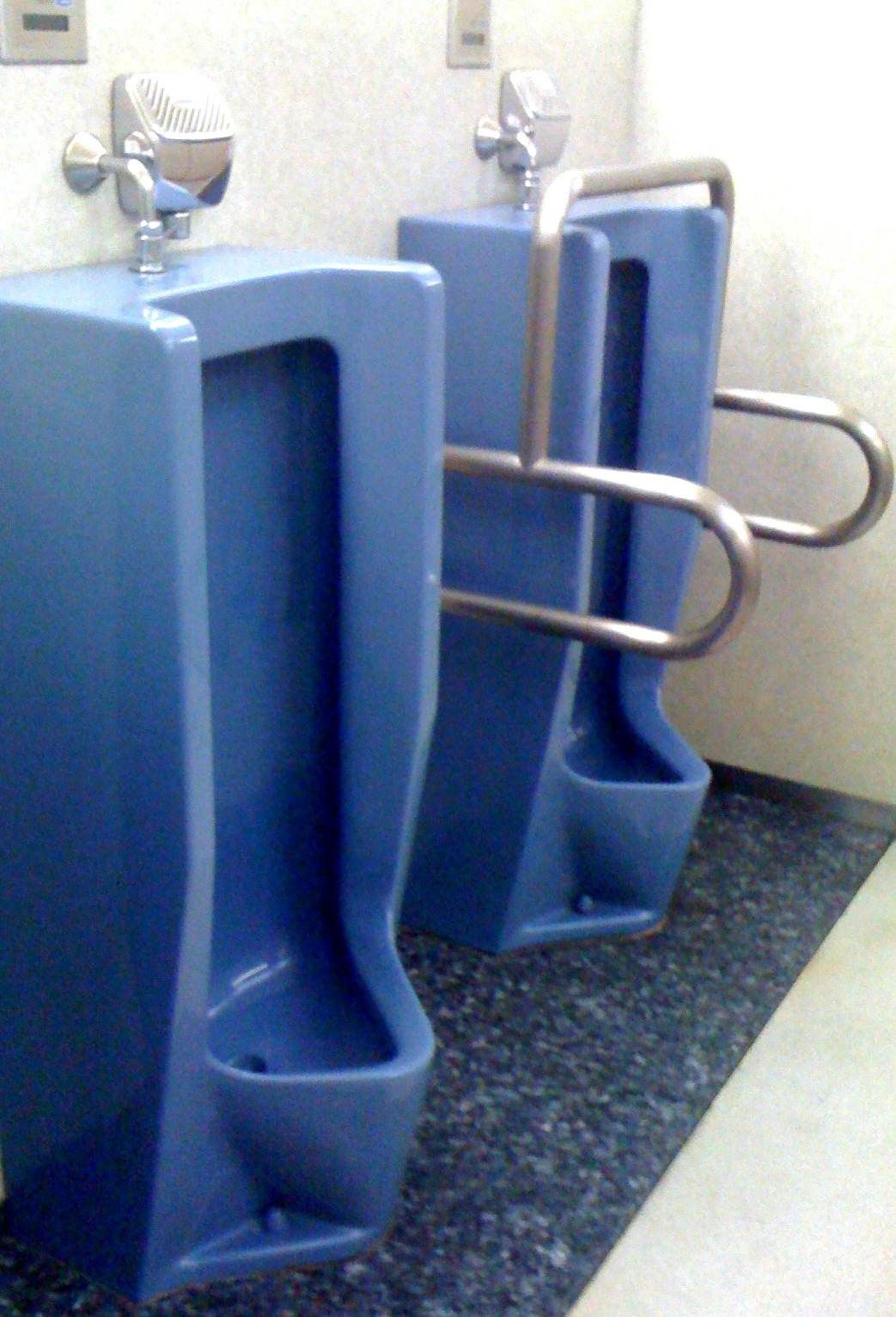
カラー小便器。
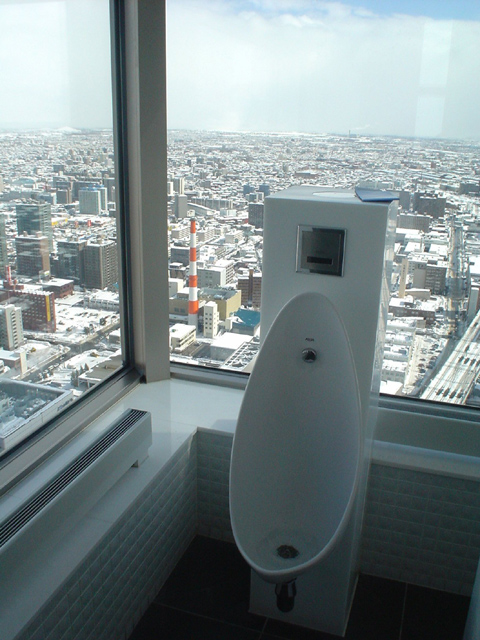
札幌市のJRタワー（ミラーグラスを使用）。
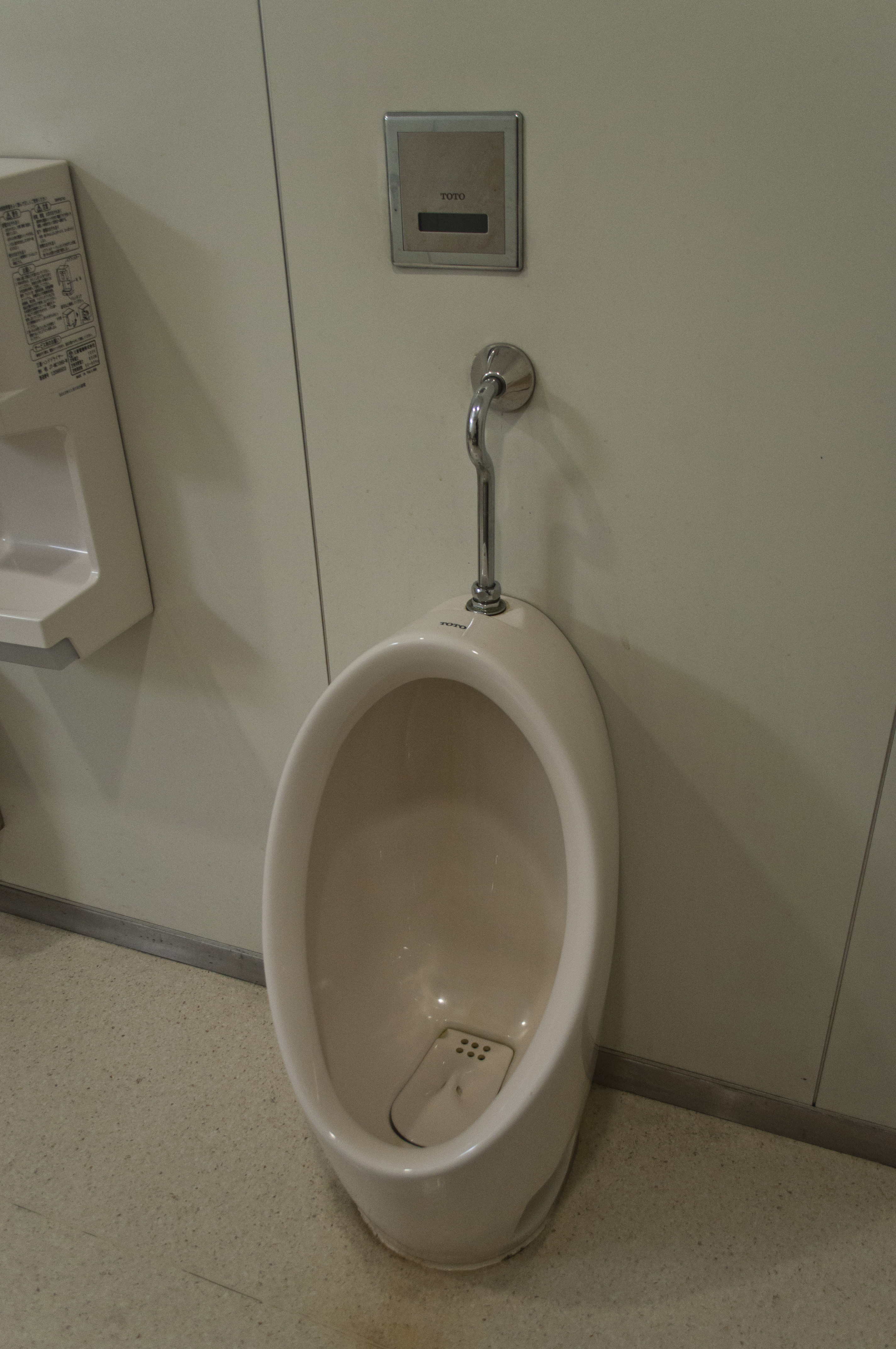
幼児用。
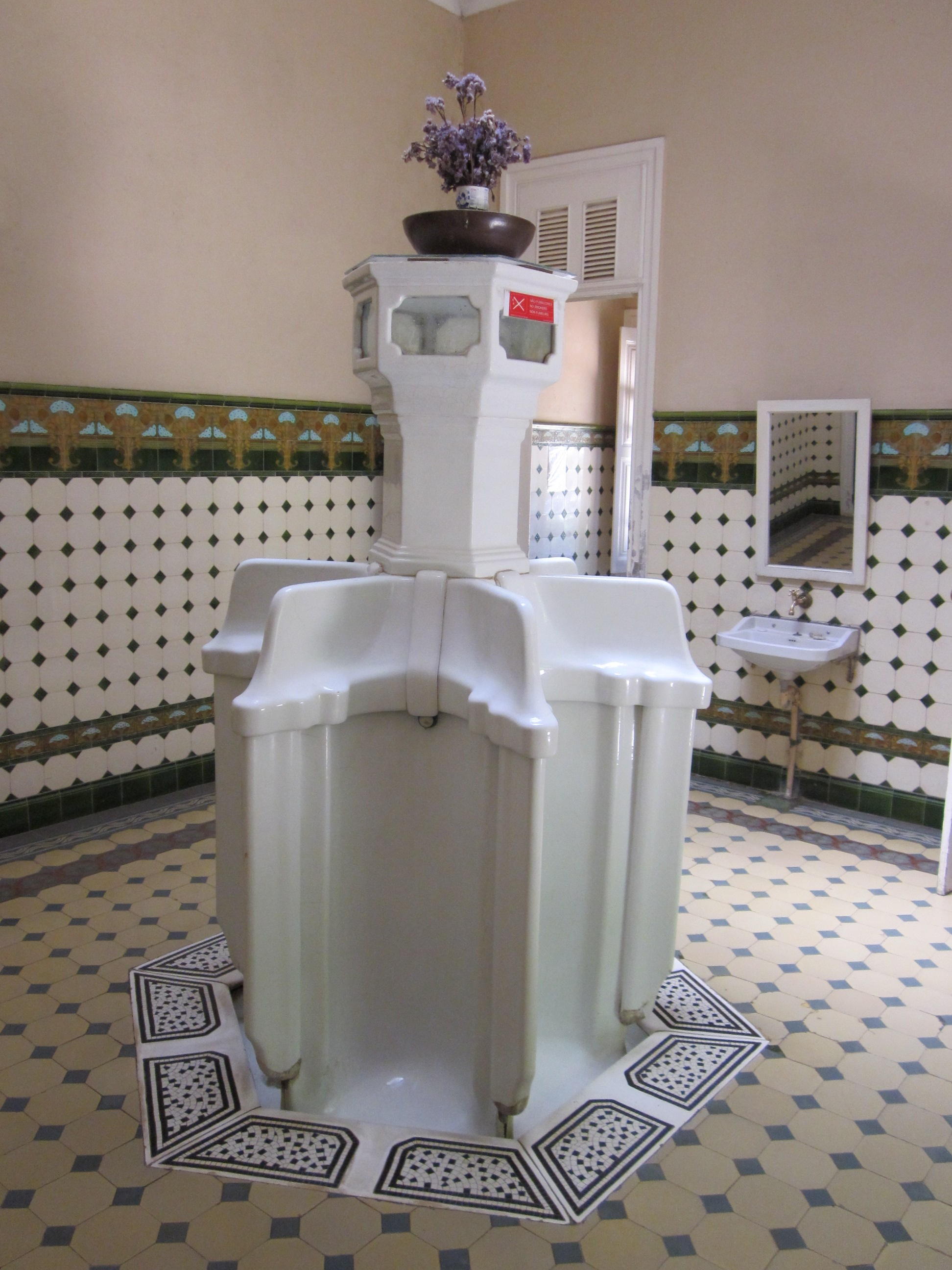
集約型。